# Комсомольська печера (Росія, Челябінська область)
Комсомольська (рос. Комсомольская) — печера в Челябінській області Росії, на Південному Уралі. Печера вертикального типу простягання. Загальна протяжність — 546 м. Глибина печери становить 78 м. Категорія складності проходження ходів печери — 2А.